# Rachel Sermanni
Rachel Sermanni (née le 7 novembre 1991) est une musicienne écossaise de musique folk de Carrbridge, en Écosse.  Depuis 2012, elle est apparue sur la scène populaire, mais avait déjà joué avec de nombreux musiciens populaires et artistes de Musique indépendante dans le Royaume-Uni. Son premier album est sorti en septembre 2012.

## Biographie
Ses grands-parents ont déménagé de la ville italienne de Barga en Écosse alors qu'ils étaient encore jeunes. La famille s'installa plus tard à Carrbridge où Rachel grandit.  Son père est un policier et sa mère travaille pour le National Health Service, aidant les enfants avec des problèmes mentaux,. Elle commence jeune à chanter et jouer de la musique avec ses frères et ses sœurs cadets, affirmant qu'il s'agissait de l'atmosphère générale à la maison. Son père lui apprit à jouer Twinkle, Twinkle, Little Star sur un Tin whistle, ce qui la mène éventuellement à la guitare.
Sermanni est influencée par des musiciens tels qu'Eva Cassidy, Van Morrison, Bob Dylan et parle souvent de rêves éclatants qu'elle transforme en musiques.  Elle développa son sens de la scène alors qu'elle assistait et jouait à l'École de Musique Traditionnelle d'Écosse. L'une des premières chansons qu'elle écrit à 16 ans fut placée sur son premier album, malgré les 4 années qui s'était écoulées entre la production des deux. Plus tard, elle joue dans les bars dans les alentours de Glasgow, où beaucoup produisaient des nuits de musique traditionnelle.  En septembre 2004, elle assiste au spectacle de Mumford and Sons au festival de Loopallu à Ullapool.  Après la performance, elle les retrouve dans un bar "et leur demande s'ils accepteraient de jouer avec elle", résultant en un concert sur la plage.  En 2011, elle les accompagne à Dingwalls (en) à Londres,. Sermanni fit également des concerts en tournée avec Fink (groupe) sur son Tour Européen en 2011, fut présentée au festival Celtic Connections à Glasgow, accompagna Elvis Costello et Rumer, et joue plus de 150 concerts entre juin 2011 et juin 2012,,,.

## Carrière
Rough Trade Records sort un nouveau Extended play, Black Currents, en février 2012, et en août Sermanni apparait au BBC Introducing Stage du Reading Festival.  En octobre, elle entreprend sa tournée en Irlande, et le 31 décembre 2012 elle anime le programme annuel de Hogmanay Live sur BBC Scotland, apparaissant dans le studio de Glasgow avec Frightened Rabbit, Phil Cunningham et Aly Bain,,,. Le journal de Glasgow, The Herald (Glasgow), la choisisse comme l'une de leurs "étoiles de 2012". Son premier album, Under Mountains, est produit par les labels Middle of Nowhere Records et Rough Trade Records en septembre 2012,.

## Discographie

### Albums
| Année | Album            | Position dans les chartes | Position dans les chartes | Récompense |
| Année | Album            | SCO                       | UK Indie                  | Récompense |
| ----- | ---------------- | ------------------------- | ------------------------- | ---------- |
| 2012  | Under Mountains  | 26                        | 23                        |            |
| 2015  | Tied To The Moon |                           |                           |            |

### Singles et EPS
| Titre                 | Détails d'albums                                         |
| --------------------- | -------------------------------------------------------- |
| The Bothy Sessions    | - Format: CD, digital download                           |
| Black Currents        | - Format: CD, digital download                           |
| Eggshells             | - Format: CD / "7 Vinyl Deluxe Package, digital download |
| Waltz                 | - Format: Promo Only CD, digital download                |
| The Boatshed Sessions | - Format: CD, digital download                           |
| Everything Changes    | - Format: CD, digital download                           |